# Aramon
Aramon är en kommun i departementet Gard i regionen Occitanien i södra Frankrike. Kommunen ligger i kantonen Aramon som tillhör arrondissementet Nîmes. År 2022 hade Aramon 4 082 invånare.

## Befolkningsutveckling
Antalet invånare i kommunen Aramon
Referens:INSEE